# Schumachers bageri
Schumachers bageri var ett industriellt storbageri som grundades 1863 i Stockholm under namnet Danska Ångbageriet. 

## Historik

### Danska Ångbageriet

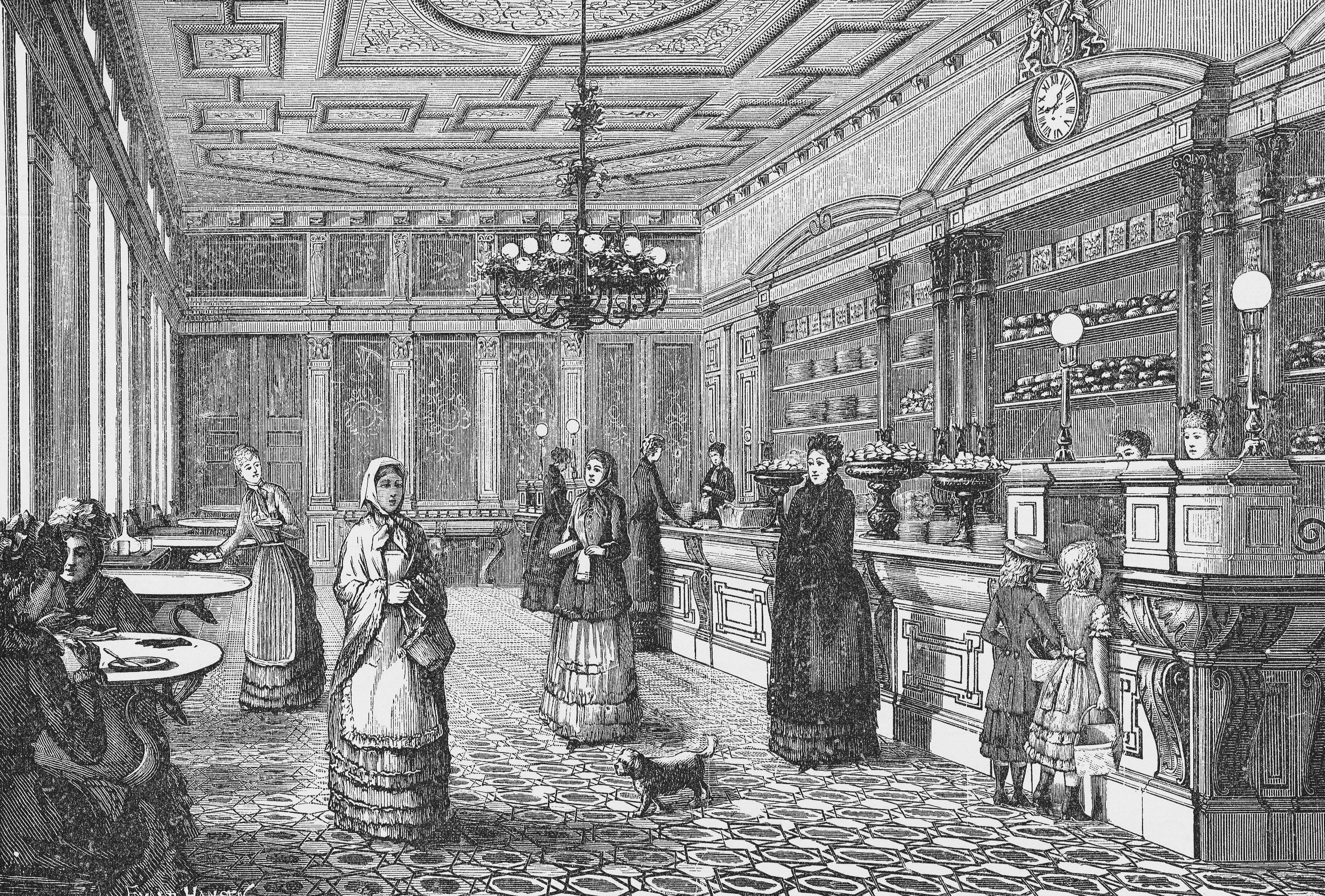
Butiken, Norrlandsgatan 17.

Schumachers bageri grundades under namnet Danska ångbageriet av den från Köpenhamn invandrade bagaren Carl Wilhelm Schumacher. Sedan han 1863 fått svenskt medborgarskap, började han samma år sin verksamhet i kvarteret Jericho i hörnet Norrlandsgatan 17 / Jakobsbergsgatan 12 med endast sex medarbetare. Omsättningen ökade och lokalerna utvidgades. År 1880 blev Danska ångbageriet kunglig hovleverantör, och  1885 lät Schumacher uppföra ett ståtligt stenhus i fyra våningar med butik och kontor i bottenvåningen, bostäder högre upp samt produktionslokaler i gårdsflyglarna och under gården. Företaget utvecklads till det största i sitt slag i Sverige.
För att driva bageriets maskinutrustning och en hiss skaffades två ångmaskiner med en effekt på 30 hästkrafter vardera (därav namnet ångbageri). Anläggningen belystes med elektriskt ljus som matades från två dynamor, drivna av ångmaskinen. I källaren under gårdsplanet stod tre ångpannor som sörjde för bageriets uppvärmning. C.W. Schumacher hade patent på en av honom uppfunnen
degknådningsmaskin som gav upphov till nya konstruktioner för bageriets övriga maskiner.
I bottenvåningen låg butiken som var påkostad, med marmorgolv, omfattande stuckarbeten i taken och möbler av ek. Innanför butiken låg kontoret. Företagets produkter exporterades till Finland, Norge och Danmark samt även till Kina och kolonier i Afrika.

### Bilder

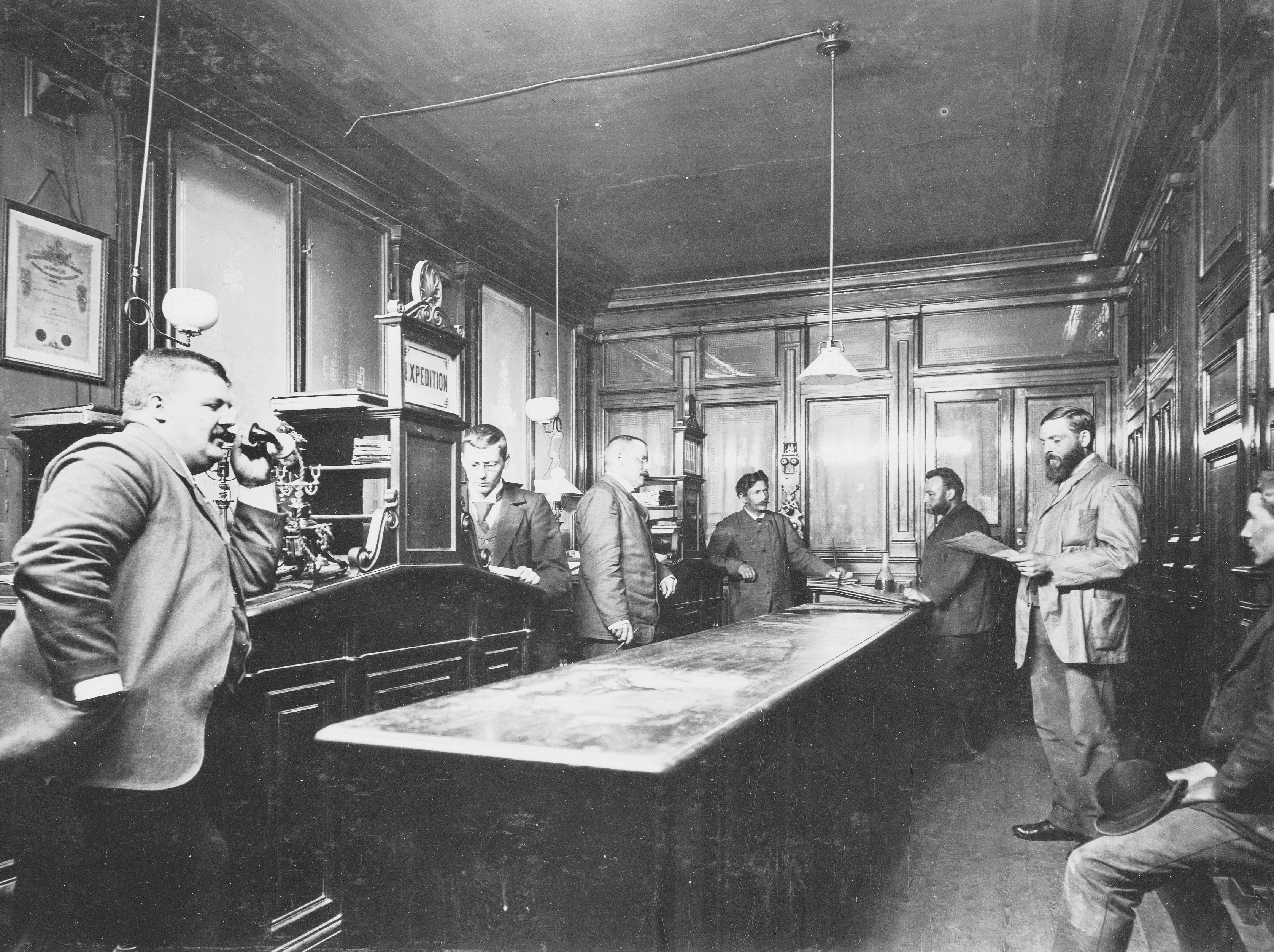
Kontoret.
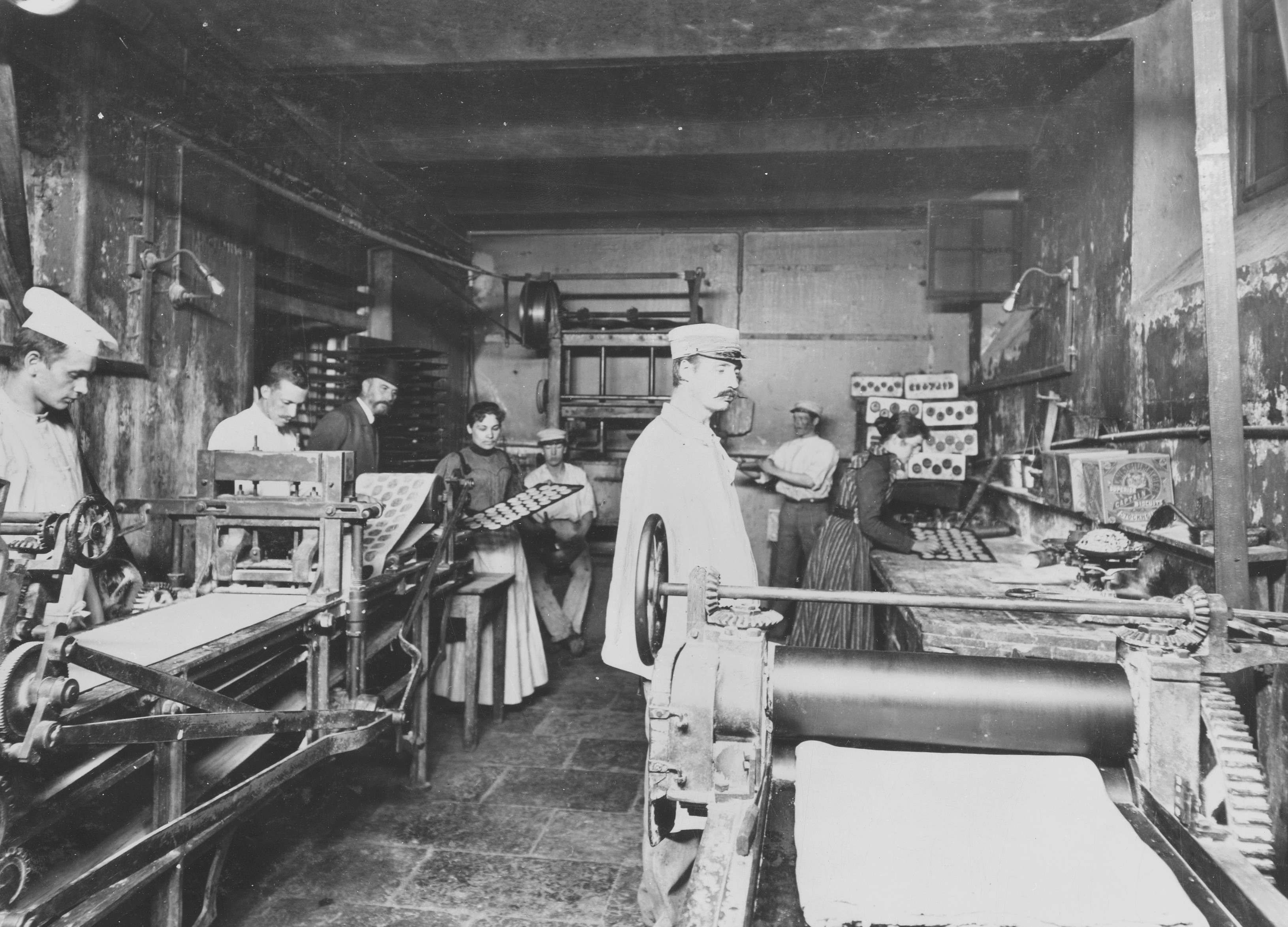
Bageriet.
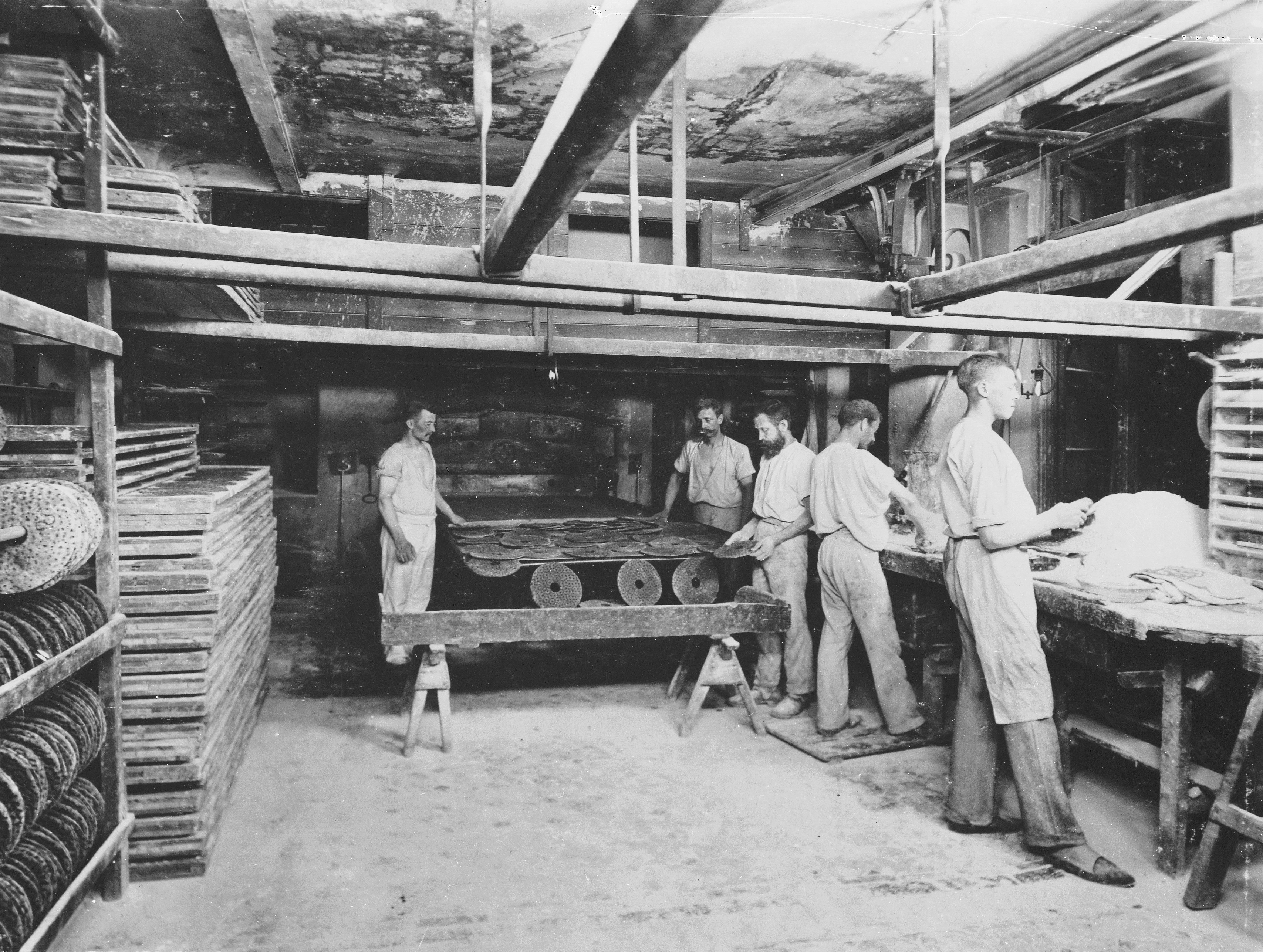
Bageriet.
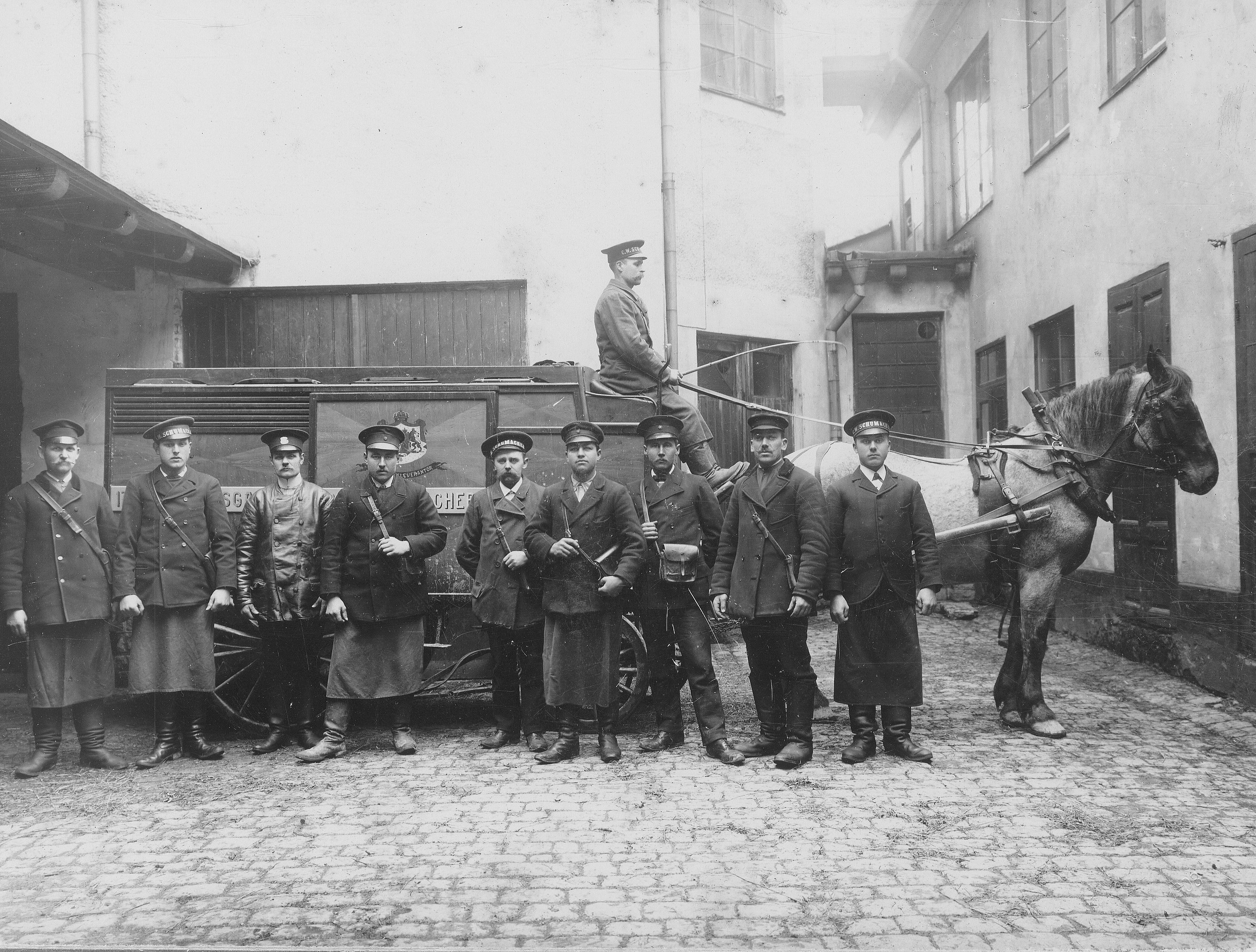
Brödutkörare.

### Schumachers bageri

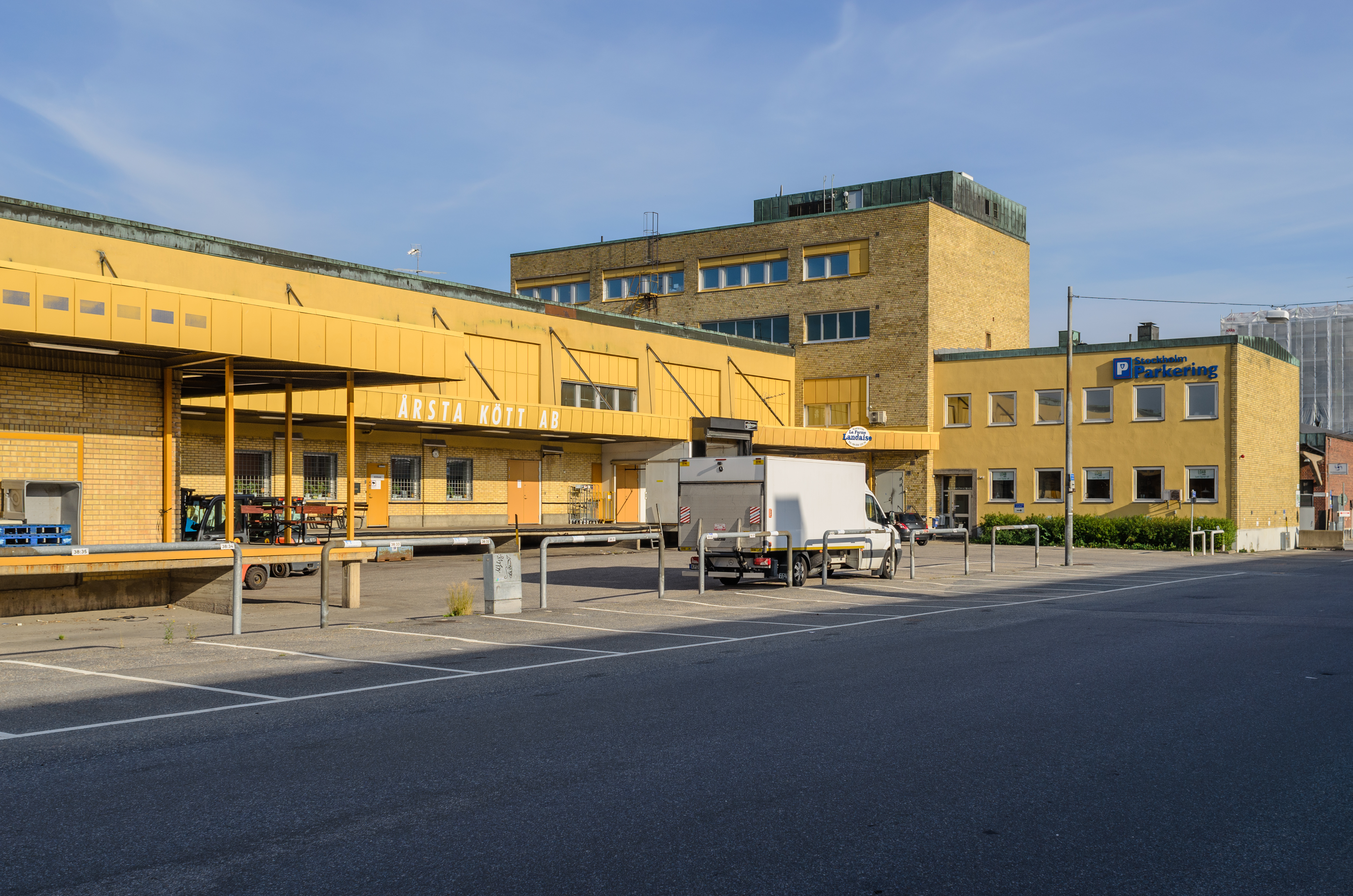
Schumachers före detta anläggning på Slakthusområdet, 2014.

På 1930-talet hade Schumachers utöver fabriken med huvudkontoret vid Norrlandsgatan 17 även ett 30-tal större filialer och försäljningsställen runtom i Stockholm. Så småningom drev Schumachers bageri brödbutiker, serveringar och partiförsäljning till omkring 300 återförsäljare. 1945 förvärvade ICA Schumachers som övertog företagets hela bagerirörelse. 
Från 1947 ägde Mjölkcentralen 40 procent av Schumachers. I slutet av 1950-talet samlade Schumachers sin verksamhet i ett nybyggt storbageri på Slakthusområdet i Johanneshov. Samtidigt gjorde man sig av med de flesta butikerna utom sex butiker i anslutning till T-banestationer. På 1960-talet visade Schumachers dålig lönsamhet och såldes till Skogaholm. 1983 byggdes bageriet på Slakthusområdet om för att inhysa kontor och olika företag i livsmedelsbranschen.